# Železniční trať Valbřich–Meziměstí
Železniční trať Valbřich–Meziměstí (v Polsku označená číslem 291) je jednokolejná železniční trať o délce 32 km, provoz na ní byl zahájen 15. května 1878. Trať vede z polského Valbřichu (stanice Wałbrzych Szczawienko) do českého Meziměstí přes stanice Szczawno Zdrój, Boguszów Gorce Wschód, Boguszów Gorce Towarowy a Mieroszów, prochází též tunelem Podlesie o délce 262 m. V provozu je nyní pouze úsek Boguszów Gorce Wschód – Meziměstí, přičemž přeshraniční úsek slouží nyní pro nákladní dopravu a sezónní víkendové osobní vlaky do Adršpachu.
Osobní doprava v přeshraničním úseku byla zastavena v roce 2003. Od roku 2018 zde jezdí sezónní vlaky z Vratislavi do Adršpachu.

## Stanice a zastávky

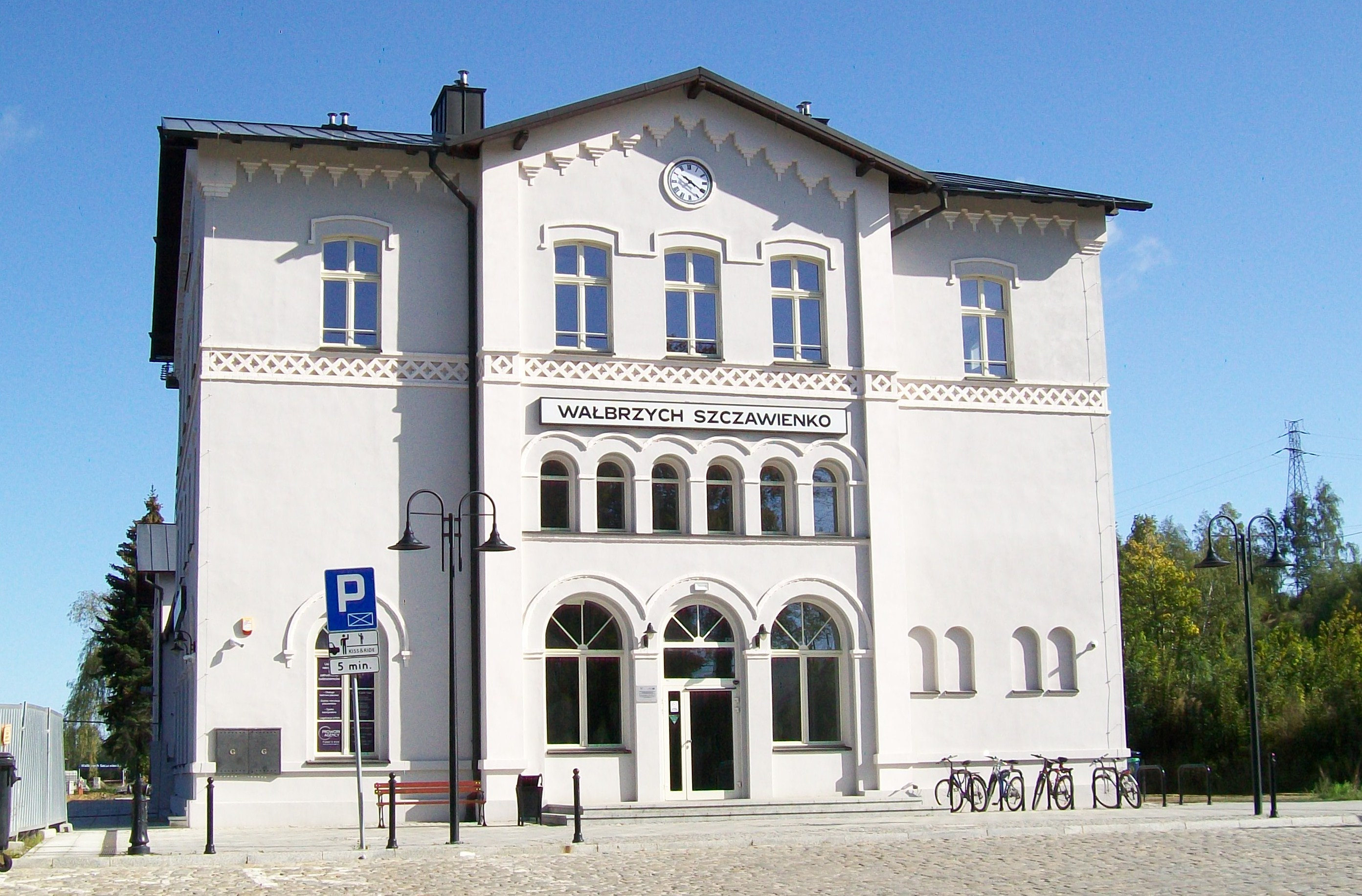
Wałbrzych Szczawienko
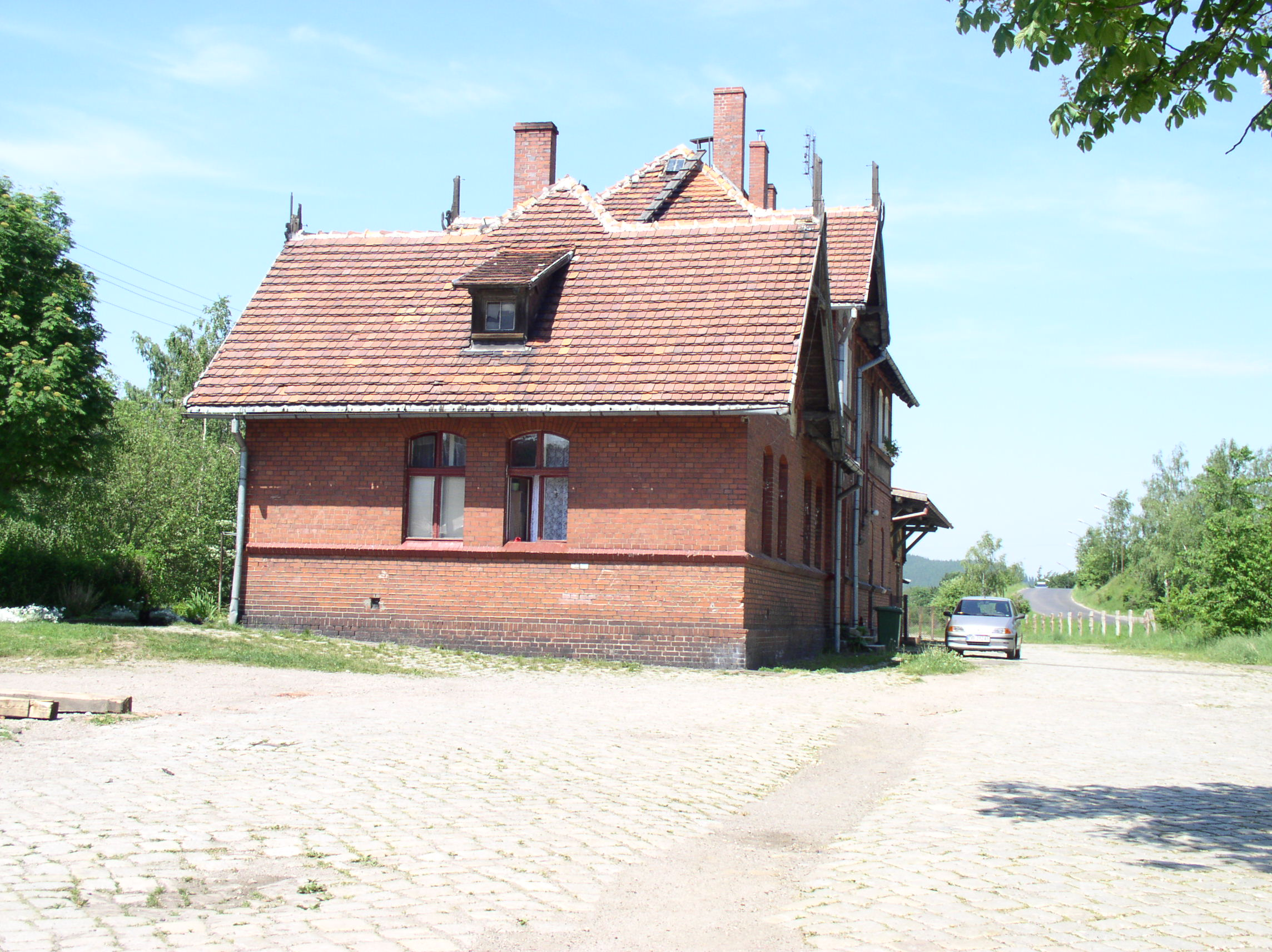
Biały Kamień (zruš.)
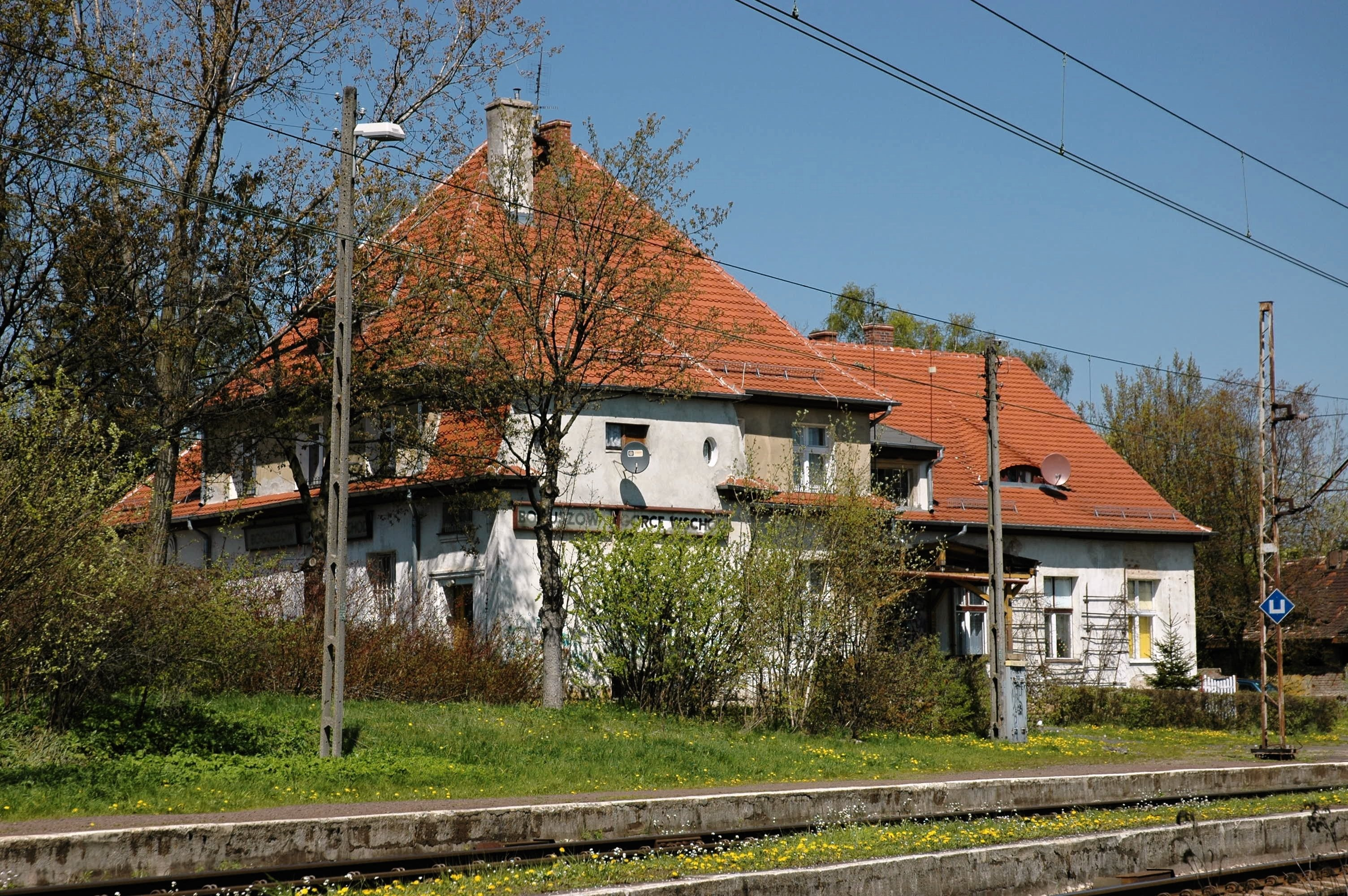
Boguszów Gorce Wschód
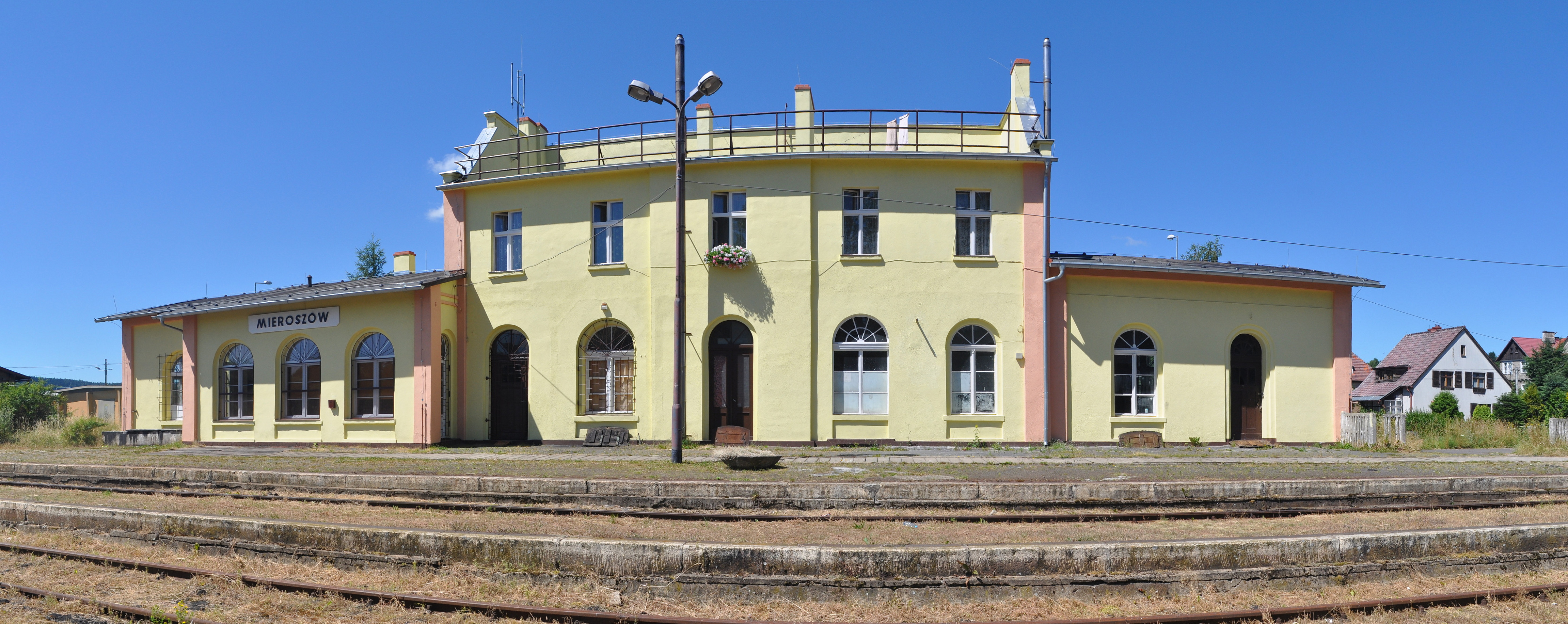
Mieroszów
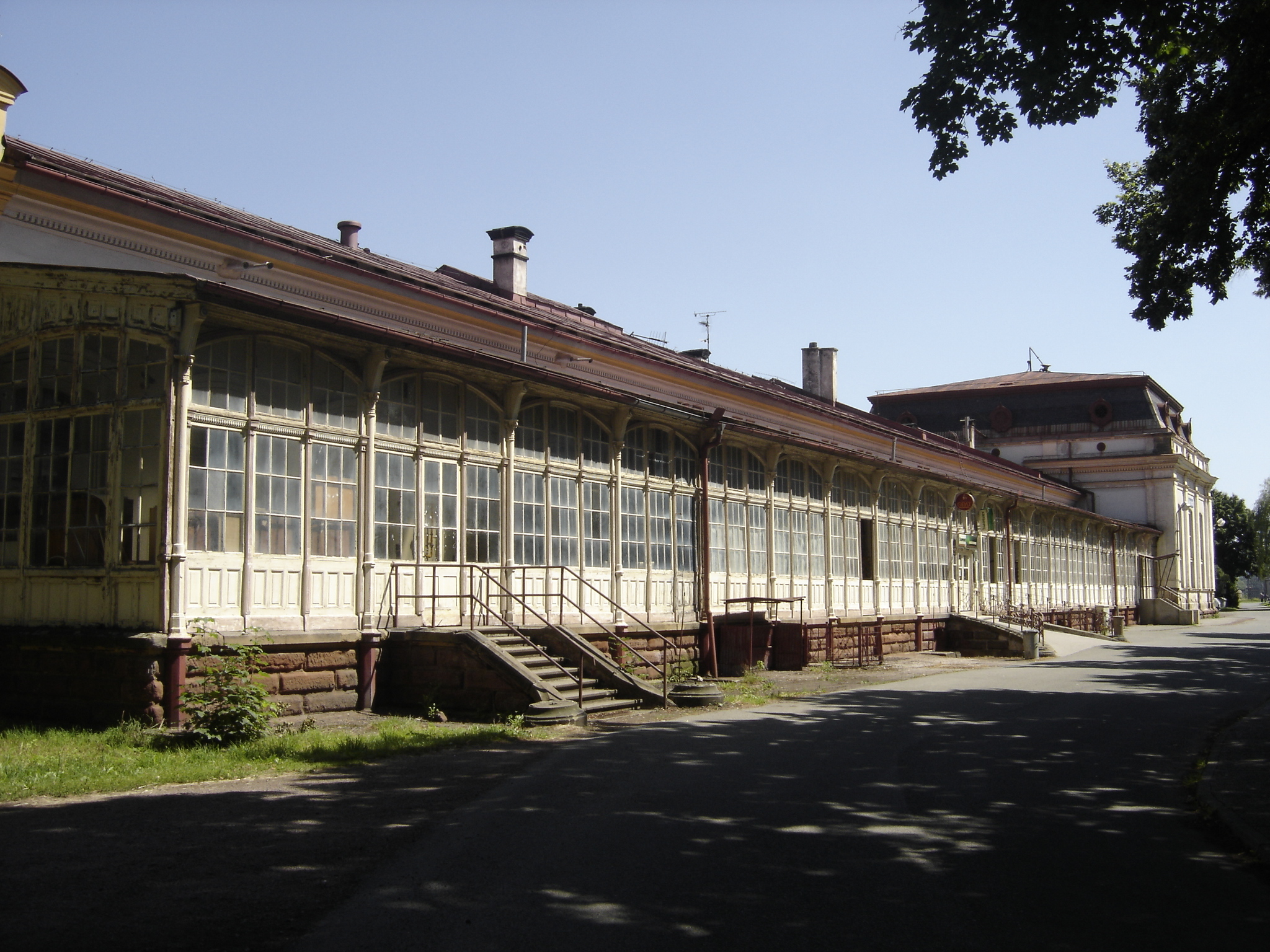
Meziměstí